# دژاوگات
دژاوگات (به لاتین: Dzhavgat) یک منطقهٔ مسکونی در روسیه است که در شهرستان کایتاگسکی واقع شده‌است.